# Guy Aldred
Guy Aldred (5 de novembro de 1886 - 17 de outubro de 1963), anarcocomunista inglês, foi membro proeminente da Federação Comunista Antiparlamentar (APCDF). Fundou a editora Bakunin Press e editou cinco periódicos anarquistas: The Herald of Revolt, The Spur, The Commune, The Council, and The Word.
Aldred nasceu em Clerkenwell, Londres. Na data, seu pai tinha 22 anos e sua mãe, Ada Caroline Holdsworth, 19. Eles se casaram pouco antes do nascimento do filho apesar da união parecer inaceitável devido à condição social de Ada, uma fabricadora de guarda-chuvas. Guy recebeu este em memória de um conspirador católico, Guy Fawkes, que numa noite de 5 de novembro, data de seu nascimento, tentou levar a cabo um atentado contra o rei James I da Inglaterra. Recém nascido Guy Aldred foi levado para a casa do pai de Ada, Charles Holdsworth, um vitoriano radical.
Aos 15 anos (1902) imprimia e distribuía seus próprios panfletos que não raros eram recebidos com escárnio e desdém. Encontrou emprego como office boy na National Press Agency em Whitefriars House onde foi promovida a subeditor. Trabalhou com um evangelista chamado McMasters com quem cofundou o Christian Social Mission logo após seu 16º aniversário sendo então um orador. Suas ideias não-conformistas chamaram atenção após seu primeiro sermão.
Depois de contactar-se com Charles Voysey, a Guy foi concedida uma audiência em 20 de dezembro de 1902. Voysey, então com 74 anos, ficou surpreso por ser confrontado com um garoto trabalhador, mal vestido, de 16 anos. Apesar de tudo, o encontro durou 3 horas e sua amizade durou até a morte de Voysey em 1912.
Em janeiro de 1903 o Reverendo George Martin, um pastor anglicano, visitou Guy com um de seus panfletos pedindo para conhecer o "Holloway Boy Preacher", como era conhecido o rapaz. Martin trabalhava com os miseráveis de Londres e Guy juntou-se a ele. A amizade dos dois durou seis anos e teve grande influência na vida de Guy. Logo deu seu último sermão no púlpito e deixou a Christian Social Movement.

## Agnosticismo
Guy se tornou um orador no Instituto do Teísmo mas logo sentiu que era tempo de fundar suas próprias organizações. Em 1904 ele fundou a Missão Teísta que se reunia todo domingo. Com o tempo Guy foi ganhando a reputação de um proeminente jovem orador. Ele também começava a tender para o Ateísmo. Em agosto a chamada para os encontros passou a ler The Cerkenwell Freethought Mission (=missão do livre pensar de Clerkenwell). As reuniões frequentemente passaram a gerar extrema hostilidade. Em uma ocasião a plateia assaltou a plataforma derrubando e batendo em Guy. A intervenção policial pôs fim à reunião.
Nesta época Guy se interessou pelo The Agnostic Journal e ficou amigo do editor "Saladin", William Stewart Ross, um escocês. Foi na oficina do jornal que ele conheceu outro escocês, John Morrison Davidson se tornou mais interessado nos assuntos deste país.

## Socialismo e anarquismo
Aldred juntou-se à Federação Social Democrática mas deixou-a em 1906. Ele foi mais tarde o fundador do Glasgow Anarchist Group e iniciou os Grupos de Propaganda Comunista em apoio à Revolução de Outubro. O grupo se tornou membro da Liga Comunista em 1919. Com o seu colapso, Aldred ainda fundou a Federação Comunista Antiparlamentar em 1921 e gradualmente se posicionou contra a União Soviética. Sua ligação com a esquerda comunista da Europa levou-o a conhecer o comunismo de conselhos. Em 1932 ele rachou com a APCF (sigla da federação em inglês) e mais tarde fundou o Movimento Socialista Unificado. Durante a 2ª Guerra Mundial, eles trabalharam com pessoas de variadas posições políticas para se oporem à ação militar numa forma de Frente Popular e passou a advogar em favor de um governo mundial.
Após a morte de Stalin, ele voltou a apoiar a URSS.